# Cementerio Estadounidense de Normandía
El Cementerio Estadounidense de Normandía es un cementerio y monumento conmemorativo de la Segunda Guerra Mundial, en Colleville-sur-Mer, Francia, que honra a los soldados estadounidenses muertos en Europa durante dicha guerra.

## Historia
El 8 de junio de 1944, el Primer Ejército estadounidense estableció un cementerio temporal (Saint Mère Eglise), el primero en territorio europeo para sus soldados. Después de la guerra se construyó el cementerio actual, a 47 km del anterior, encima justo de la playa de Omaha. En Saint Mère Eglise hubo enterrados unos 20 000 soldados estadounidenses. Al final de la guerra, más de la mitad fueron repatriados para ser enterrados en Estados Unidos, y el resto se trasladaron a Colleville.
Como todos los cementerios estadounidenses en territorio francés (tanto para la Primera Guerra Mundial, como para la Segunda), Francia garantizó a Estados Unidos una concesión de territorio a perpetuidad para que fuera ocupado por el cementerio, libre de toda tasa e impuesto. Este cementerio es administrado por el gobierno estadounidense y el Congreso otorga la financiación anual. La mayor parte de su personal, tanto civil como militar, se encuentra en Estados Unidos. La bandera estadounidense ondea en estos territorios de manera permanente.

## Descripción
Este cementerio está localizado en un barranco mirando hacia la Playa de Omaha, una de las playas donde se realizó el famoso Desembarco de Normandía, y el Canal de la Mancha. Cubre un área de 70 hectáreas y contiene los restos de 9389 militares estadounidenses. La mayor parte de estos murieron durante el desembarco de Normandía; también incluye las tumbas de los miembros de la Fuerza Aérea cuyos aviones fueron derribados en Francia. Las tumbas están colocadas hacia el oeste, mirando a Estados Unidos. Se encuentran enterrados tres "Medalla de Honor", de los cuales uno de ellos es el hijo mayordel presidente Theodore Roosevelt, Theodore Roosevelt Jr. El único enterramiento que no pertenece a la Segunda Guerra Mundial, es otro de los hijos de Roosevelt que murió durante la Primera Guerra Mundial y fue trasladado a este cementerio con posterioridad.

## Cápsula del tiempo
Enterrada en el piso directamente opuesto a la entrada del antiguo edificio para visitantes hay una cápsula del tiempo, donde han sido guardadas las noticias aparecidas en torno al desembarco del 6 de junio en Normandía. La cápsula está cubierta por una capa de granito rosado donde se lee "Abrir el 6 de junio de 2044". En el centro hay una placa de bronce adornada con las cinco estrellas de un General de la Fuerza Armada Estadounidense, y está grabada con la siguiente inscripción: "En memoria del general Dwight D. Eisenhower. Esta cápsula sellada contiene los reportajes y noticias del 6 de junio de 1944 sobre el desembarco de Normandía y ha sido puesta aquí por los reporteros que estuvieron presentes. 6 de junio de 1969".

## El monumento conmemorativo
Los nombres de los 1557 estadounidenses que perdieron la vida en el conflicto pero no han podido ser ubicados o identificados están inscritos en las paredes de un jardín semicircular al lado este del monumento. Esta parte está constituida por una serie de columnas que terminan en dos pequeños recintos a cada lado. En ellos se pueden observar mapas y documentos sobre las operaciones militares. En el centro hay una estatua de bronce titulada "El espíritu de la juventud estadounidense surgiendo de las olas" (The Spirit of American Youth Rising from the Waves). Hacia el lado oeste del memorial se puede ver en el patio un espejo de agua y un pasadizo con áreas de entierro a cada uno de los lados de la capilla circular. Detrás de la capilla hay algunas estatuas representando a los Estados Unidos y Francia. Mirando hacia la playa existe un cuadro explicativo de los desembarcos en Normandía.

## Tumbas más conocidas
Entre los enterrados en el cementerio están aquellos que recibieron la Medalla de Honor durante la guerra, como Theodore Roosevelt Jr., hijo del presidente de los Estados Unidos, Theodore Roosevelt. Después de la creación del cementerio, otro de los hijos de Roosevelt, Quentin Roosevelt, que murió durante la Primera Guerra Mundial, fue exhumado y enterrado junto a su hermano.
Otras tumbas conocidas son:
- Lesley J. McNair, un general del ejército estadounidense, que fue uno de los oficiales con mayor rango en morir en la guerra.
- Jimmie W. Monteith, quien recibió la Medalla de Honor.
- Dos de los hermanos Niland, Preston y Robert.
- Frank D. Peregory, quien recibió la Medalla de Honor.

## En la cultura popular
- En el comienzo de la película Saving Private Ryan, un veterano de la Segunda Guerra Mundial, acompañado por su familia, camina hasta la tumba del Capitán John Miller (el personaje de Tom Hanks) dando inicio a la primera secuencia de batalla en la película, el desembarco de Normandía. La tumba no existe realmente, fue traída especialmente para la filmación, pero la historia del soldado Ryan está basada en la historia de los Hermanos Niland, dos de los cuales están enterrados en el cementerio.
- La composición Preludio Sinfónico (El Cementerio en Colleville-sur-Mer), escrito por Mark Camphouse, describe la batalla: una introducción suave y lenta, seguida por un movimiento en moderato y un final majestuoso.

Imágenes
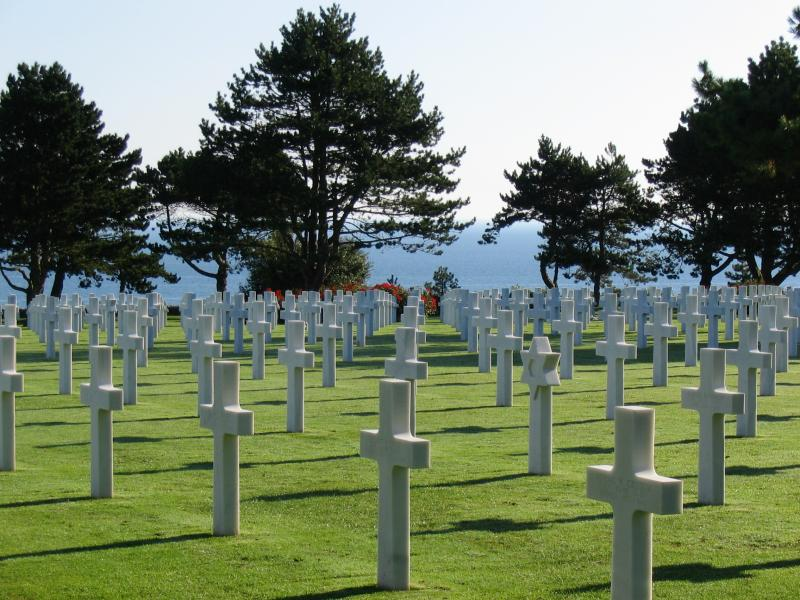
Una vista de las lápidas.
El marcador en tierra del soldado estadounidense Robert B. Seyler.
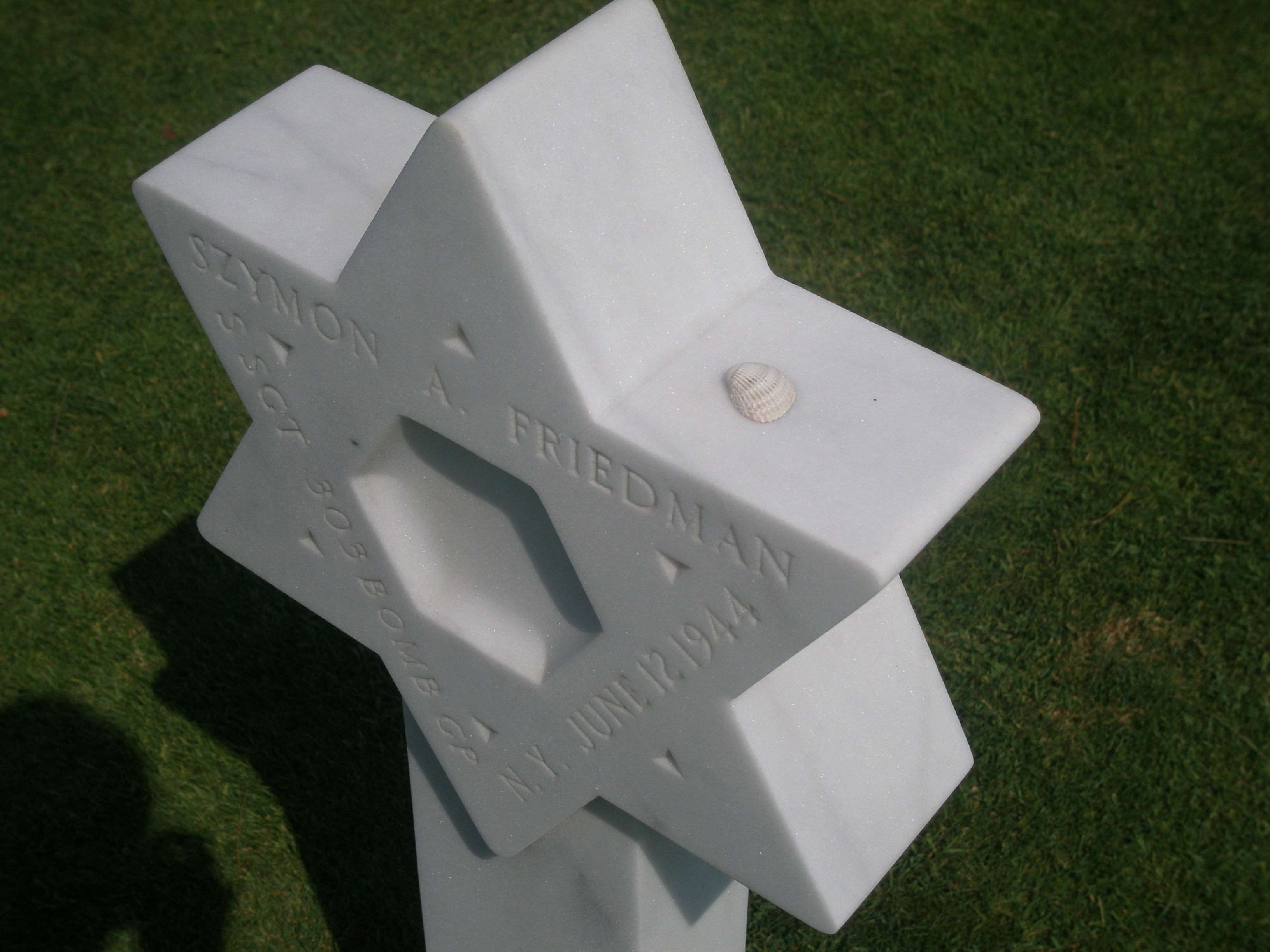
Soldado judeoestadounidense porta la estrella de David en su tumba. Esta tumba pertenece a Szymon A. Friedman.
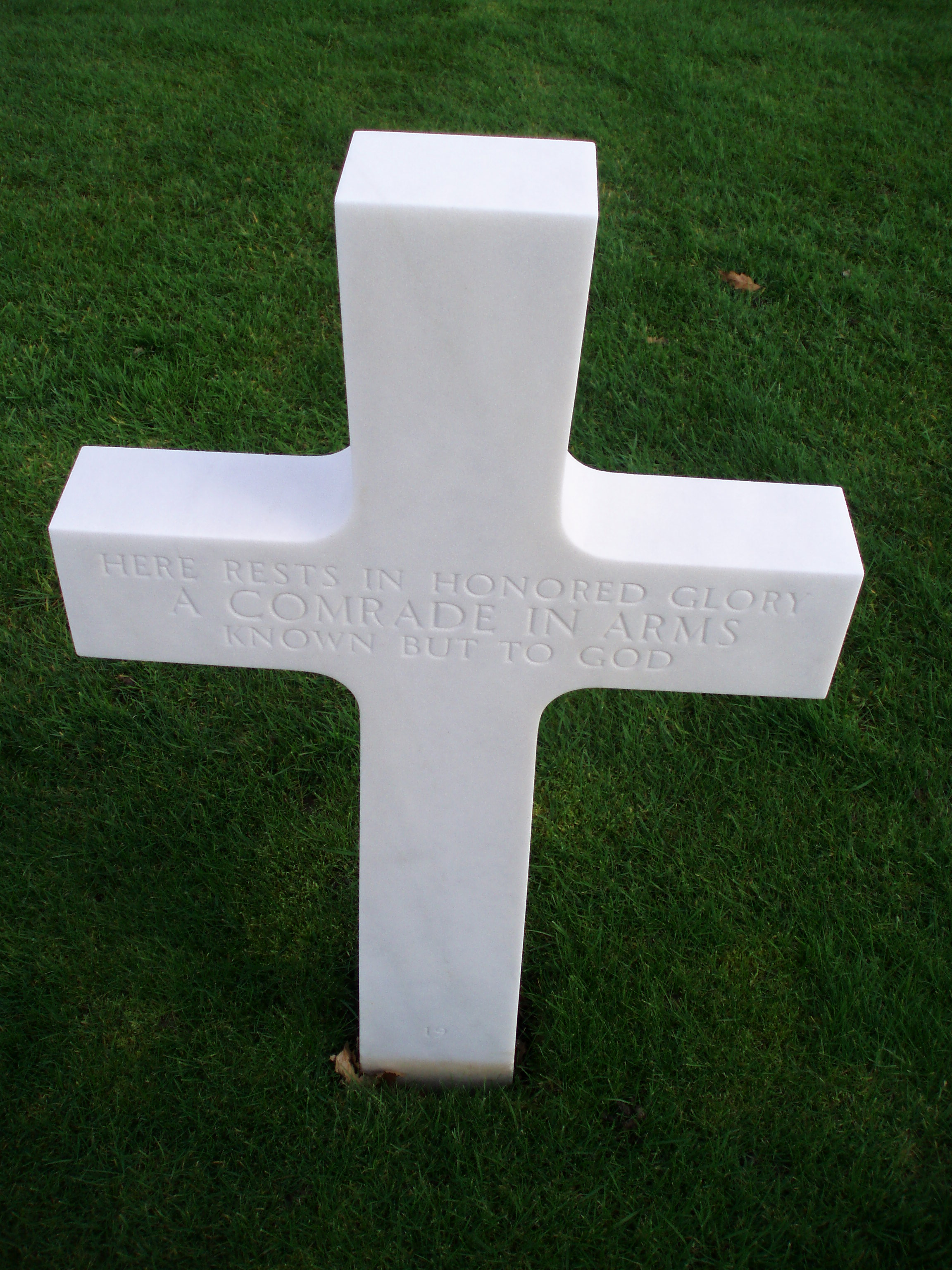
Inscripción en la tumba para soldados desconocidos. «Aquí descansa en honrosa gloria un compañero de armas a quien sólo Dios conoce».
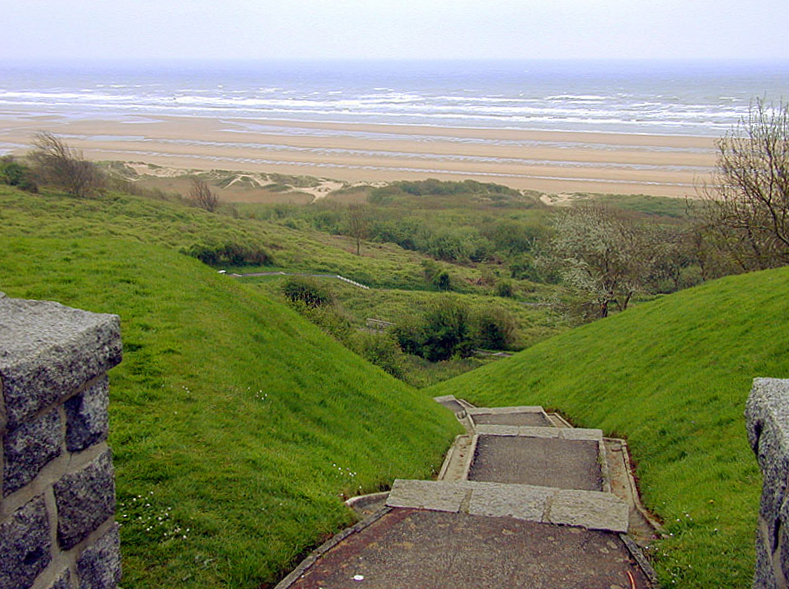
Playa de Omaha desde el cementerio estadounidense de Normandía.